# Ausrufungszeichen
Das Ausrufungszeichen (Agrotis exclamationis), auch Ausrufezeichen, Gemeine Graseule, Braungraue Gras-Eule oder Braungraue Gras-Erdeule genannt, ist ein Schmetterling (Nachtfalter) aus der Familie der Eulenfalter (Noctuidae), der in weiten Teilen Eurasiens anzutreffen ist.

## Merkmale
Die Falter erreichen eine Spannweite von 35–46 mm. Die Grundfarbe der Vorderflügel ist sehr variabel und reicht von hell graubraun über gelblich- und rötlichbraun bis zu schwärzlichbraunen Formen; die dunkleren sind in der Regel Weibchen. Der Vorderrand und das Saumfeld sind gewöhnlich etwas dunkler als der Rest des Flügels. Die meisten Zeichnungselemente sind nur schwach ausgebildet und fehlen manchmal völlig, so die schwarzen, gezähnten Querlinien und die helle, gezackte Wellenlinie. Das auffälligste Zeichnungsmerkmal ist die schwarze, längliche Zapfenmakel, die zusammen mit der braun bis schwarzbraun ausgefüllten Nierenmakel mit einiger Fantasie an ein Ausrufezeichen erinnern kann (auch wenn beide Elemente nicht in einer Linie liegen). Die wenig auffällige Ringmakel ist dünn schwarz gerandet und nur wenig dunkler ausgefüllt als die Grundfarbe. Die Hinterflügel sind beim Männchen weiß mit hellbrauner Saumlinie und hellbräunlichem Vorderrand, beim Weibchen graubraun mit etwas hellerer Basis. Die Fühler sind beim Männchen gezähnt, beim Weibchen fadenförmig. Sehr charakteristisch sind bei beiden Geschlechtern die schwarzen Patagia (paarige Struktur auf dem Pronotum, die die Basis der Vorderflügel bedeckt).
Das Ei ist annähernd kugelig, unten etwas abgeplattet. Es misst 0,5 mm in der Höhe und 0,85 mm im Durchmesser. Es ist zunächst hellgelb gefärbt und bekommt im Laufe der Entwicklungszeit zunehmend einen bräunlichen Ton. Die Mikropylregion erscheint zunächst weinfarben, außerdem bildet sich eine weinfarbene Binde im oberen Teil des Eies. Kurz vor dem Schlüpfen färbt sich das Ei dunkelgraubraun. Die Oberfläche ist mit zahlreichen, breiten Längsrippen bedeckt. Ungefähr 14 bis 15 der ungefähr 43 bis 46 Längsrippen sind etwas deutlicher herausgehoben und ziehen bis zur Mikropylregion, die anderen enden bereits vorher. Schwächere Querlinien kreuzen sich mit den Längsrippen; sie sind am tiefsten Punkt zwischen zwei Rippen etwas verdickt.
Die Raupen sind graubraun gefärbt und weisen eine helle Rückenlinie und deutlich erkennbare schwarze Punktwarzen auf.
Die Puppe ist hellrot gefärbt. Auf dem Kremaster sitzen zwei kurze gekrümmte Dornen.

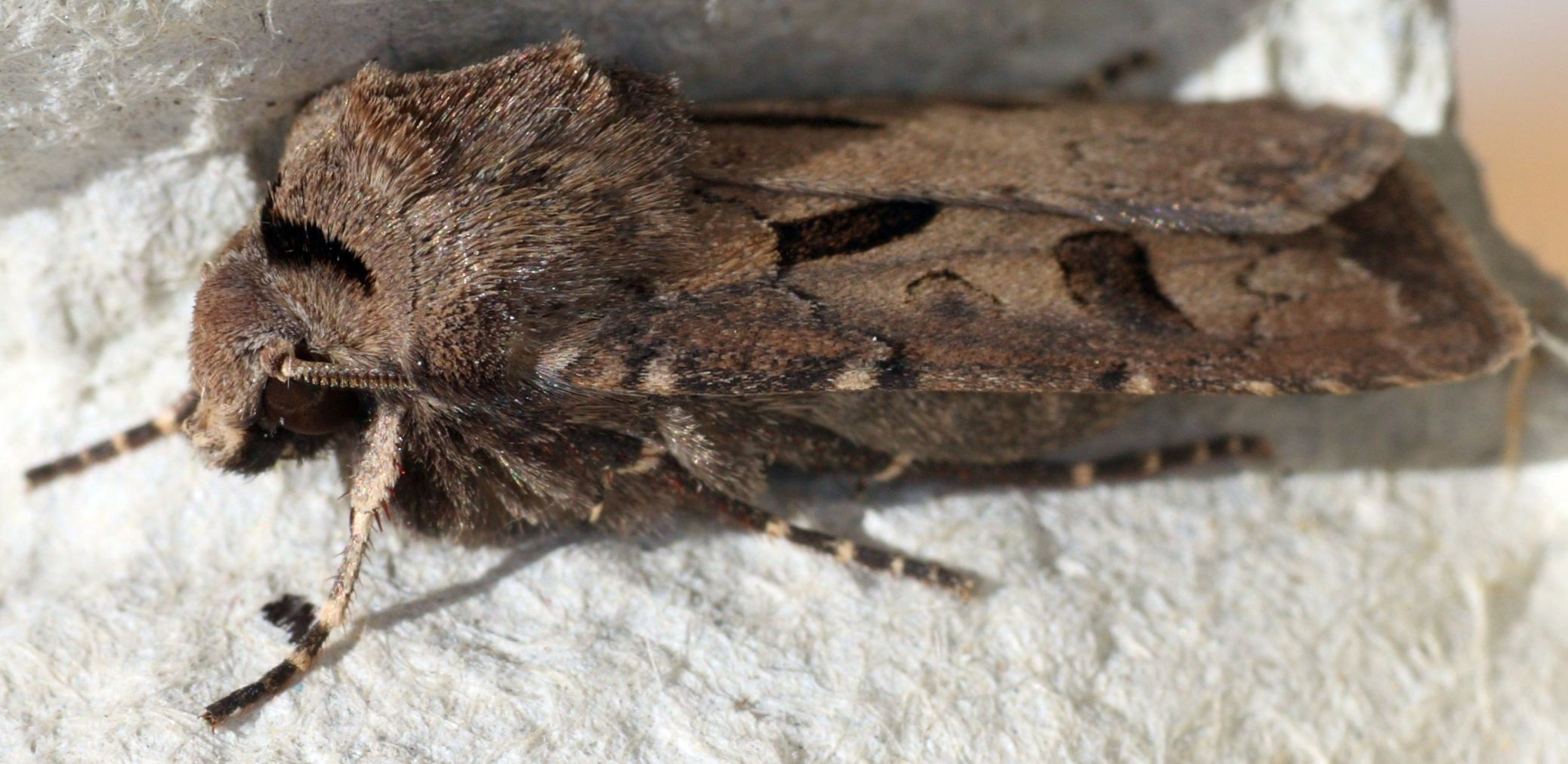
Profil
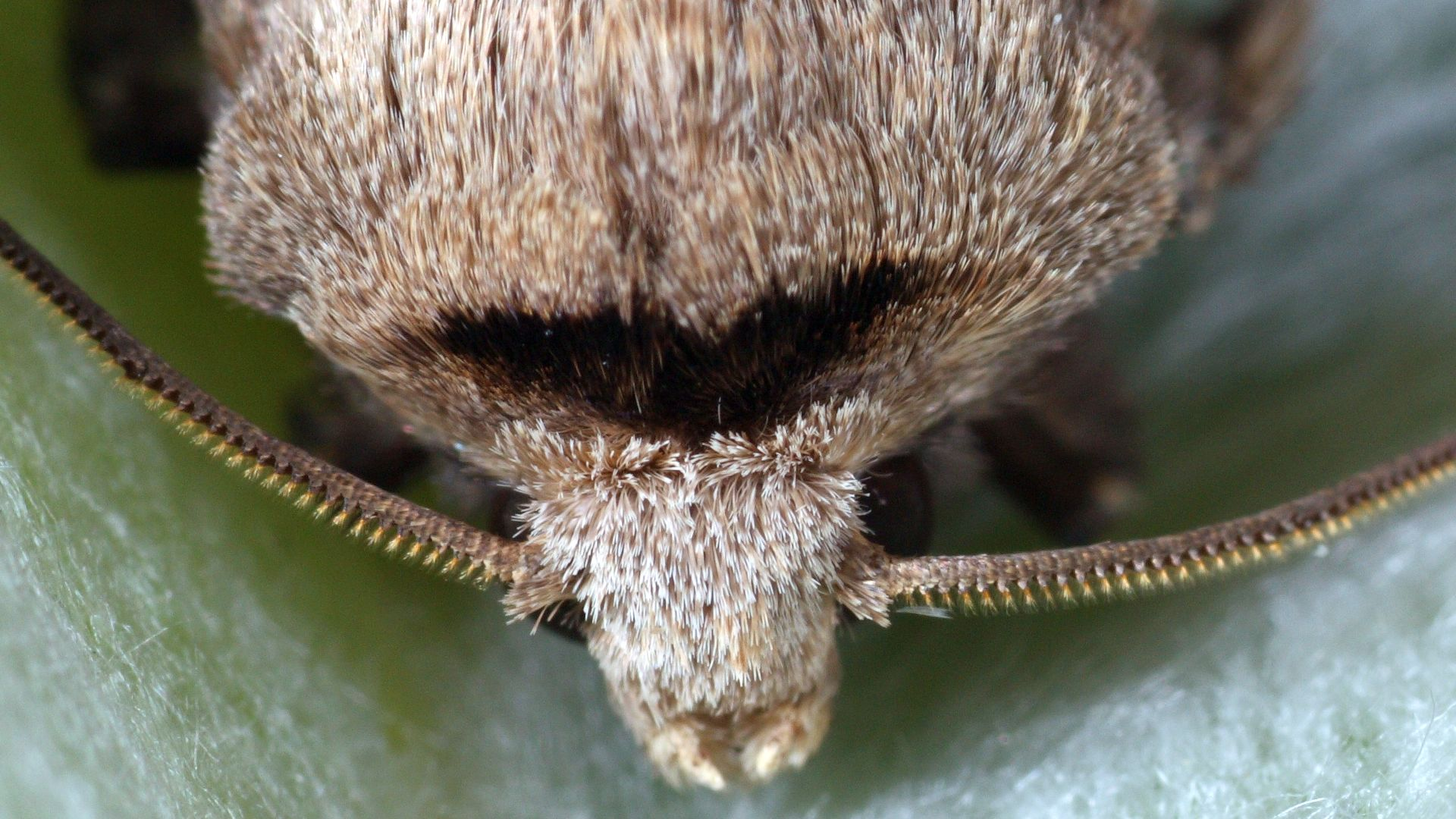
Frontmarke
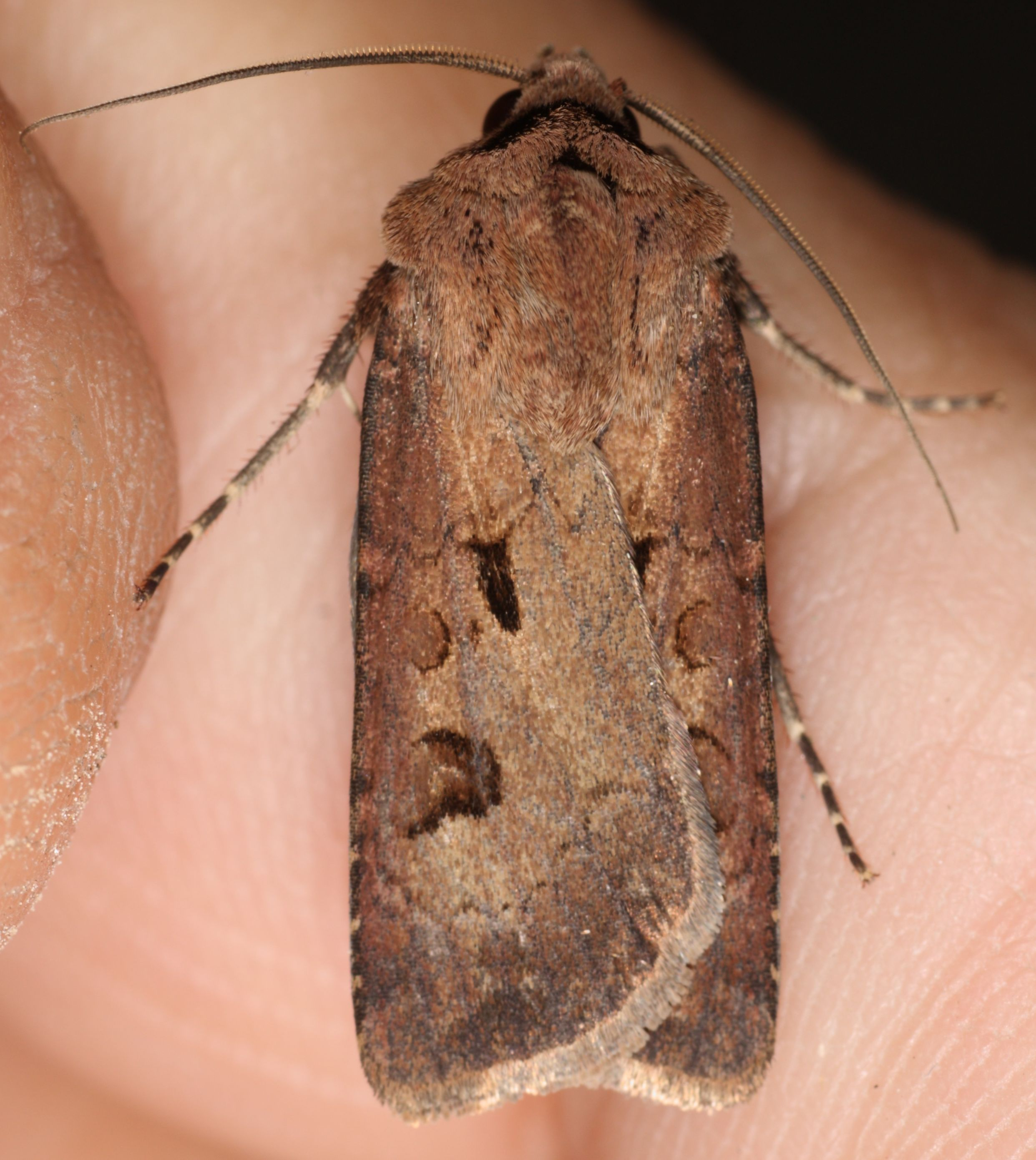
Farbvariation

## Ähnliche Arten
Manche Formen von Agrotis segetum und Agrotis clavis können Agrotis exclamationis ähneln, unterscheiden sich aber durch die fehlende Schwarzfärbung des Halskragens und bei den Männchen durch stärker gekämmte Fühler. Die Raupen verwandter Arten (darunter die häufige Saateule Agrotis segetum) sind  nur durch anatomische Merkmale und durch Details der Kopfkapselzeichnung sicher zu unterscheiden.

## Geographische Verbreitung und Lebensraum
Das Verbreitungsgebiet erstreckt sich über alle Länder Europas, im Norden bis zum Polarkreis, und durch die klimatisch gemäßigten Zonen Asiens bis zum Pazifik. Sie fehlt lediglich auf einigen Mittelmeerinseln. Im Gebirge erreicht die Art 2.000 m Höhe. In Europa gehört Agrotis exclamationis, besonders in und um menschliche Siedlungen, zu den häufigsten Eulenfaltern.
Agrotis exclamationis besiedelt offene Lebensräume. Man findet sie auf Mähwiesen, in verschiedenen landwirtschaftlichen Kulturen, an nicht gespritzten Acker- und Feldrainen, an Wegrändern, auf Brachflächen und Ruderalstellen, in Gärten, Parks, Friedhöfen und allgemein in Ortschaften, an Waldrändern (jedoch nicht im Waldesinneren), auf Streuobstwiesen, in Weinbergen, in Felsfluren, auf Sandmagerrasen, in Niedermooren oder an grasigen Hängen und Böschungen. Die Falter werden tagsüber oft in Gärten gefunden und verstecken sich gelegentlich auch in Gebäuden.

## Lebensweise
In Südeuropa und in milden Gegenden Mitteleuropas können in günstigen Jahren zwei Generationen auftreten. Die erste Faltergeneration fliegt von April/Mai bis Juli/August, während man die zweite im August und September findet. In Nordeuropa und in den Gebirgen kommt nur eine Generation von Mai/Juni bis August zur Entwicklung. Die Falter besuchen Blüten und können mit Obst- und Zuckerködern angelockt werden. Beide Geschlechter werden von künstlichen Lichtquellen angezogen.
Die Eier werden in einer Lage in Bändern oder kleinen Gruppen, meist dicht beieinander abgelegt.
Die Raupenzeit dauert – bei bivoltinem Auftreten – etwa von Mai bis Juli und von August – überwinternd – bis April/Mai. Die Raupen ernähren sich von den Wurzeln und bodennahen Blättern verschiedenster Pflanzen der Krautschicht, darunter Gräsern, Gartenpflanzen und landwirtschaftlichen Kulturen. Die Jungräupchen leben noch frei auf den Blättern, die größeren Raupen fressen bevorzugt unterirdische Pflanzenteile wie Wurzeln und Knollen. Sie ruhen tagsüber am und im Erdboden und werden oft bei Gartenarbeiten gefunden; nachts kommen sie gelegentlich heraus und fressen Blätter. Die Puppe liegt in einer zerbrechlichen Höhlung im oder am Erdboden.

## Systematik
Die Art wurde 1758 von Carl von Linné in der zehnten Auflage des Systema Naturae als Phalaena Noctua exclamationis beschrieben. Die Untergattung Phalaena Noctua entsprach damals ganz grob der heutigen Familie Noctuidae. Im Verlauf der Verfeinerung des Insektensystems wurde die Art im 19. Jahrhundert von der Gattung Phalaena in die zur Gattung aufgewertete Gattung Noctua, dann in die Gattung Agrotis (Erdeulen, Bodeneulen), von manchen Autoren auch in Rhyacia gestellt. Aus nomenklatorischen Gründen galt für Agrotis Mitte des 20. Jahrhunderts einige Jahrzehnte lang der Gattungsname Scotia.

### Unterarten
Wie bei den meisten variablen Arten wurden auch bei Agrotis exclamationis verschiedene Farbformen und individuelle Aberrationen mit Namen belegt. Die aktuelle vierte Auflage der Internationalen Regeln für zoologische Nomenklatur erkennt jedoch in der zoologischen Nomenklatur keine infrasubspezifischen Taxa mehr an. Trotzdem werden formae von einigen Autoren als informelle Einheiten weiterhin benutzt.
Fibiger (1990) erkennt zwei Unterarten an:
- Agrotis exclamationis exclamationis (Linnaeus, 1758), die Nominatunterart, im größten Teil des Verbreitungsgebietes
- Agrotis exclamationis corsica Rungs, 1977, Korsika, mit aschgrauen Färbung der Vorderflügel und deutlich ausgebildeten Querlinien

### Mehrdeutigkeit von deutschen Namen
In der Fachliteratur und unter Entomologen ist der deutsche Name Ausrufungszeichen am verbreitetsten. Gemeine Graseule ist ein problematischer Name, weil es Dutzende von Eulenfalterarten gibt, die als „Graseule“ bezeichnet werden (etwa in den Gattungen Agrotis, Cerapteryx, Tholera, Mythimna, Apamea, Oligia, Mesoligia, Chortodes, Eremobia, Luperina, Stilbia u. a.).